# Concept et idéologie du Generalplan Ost
Cet article détaille les concepts et idées politiques ayant engendré le projet d'extermination nazi nommé Generalplan Ost.

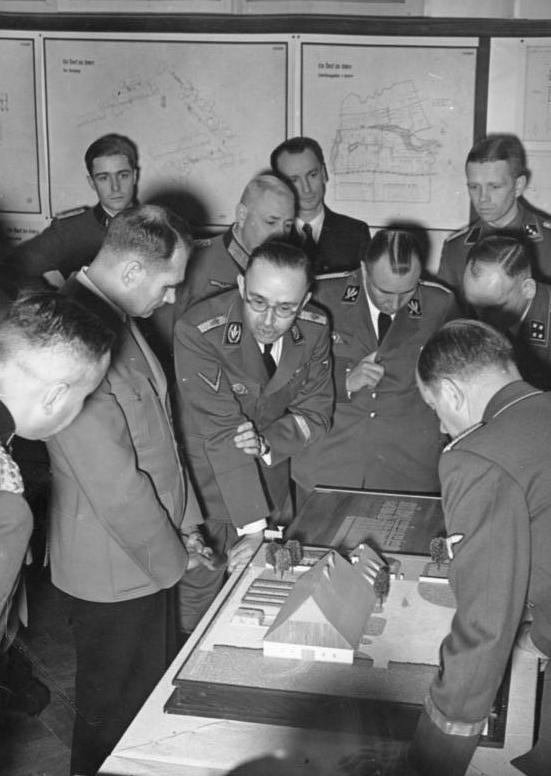
Exposition Planung und Aufbau im Osten (Planification et (re)construction), 1941.

## L'Europe de l'Est selon Hitler
La vision de l'Europe orientale de Hitler est intimement liée au concept fondateur national-socialiste d'espace vital ou Lebensraum. C'est à l'Est que se trouve le cœur du futur Reich qui installerait, pour des siècles voire des millénaires, son hégémonie sur toute l'Europe continentale, hégémonie politique qui ne peut se faire sans passer par la destruction de l'État bolchévique ou judéo-bolchévique, de plus responsable selon lui, en raison du « coup de poignard dans le dos » de la révolution de novembre 1918, de la défaite de l'Allemagne en 1918.

## Définition
Sous le régime nazi, la notion d’« Est » n’a pas reçu de définition ayant une validité unanimement reconnue. Au contraire, la notion était volontairement laissée ouverte à « toutes sortes d’associations et de connotations et ne recevait une définition que dans un contexte précis » En général, la notion était appliquée à tous les territoires de l’ancien Empire russe (sauf la Finlande, qualifiée de « nordique »), et parfois aux territoires de peuplement slave d’Europe orientale (donc sans les pays baltes et le Caucase). Les termes de « Russie » ou « Grande Russie » étaient en général utilisés comme synonymes pour désigner ces territoires et leur population. D’une façon générale, il existait dans l’Ostpolitik national-socialiste une pluralité de conceptions. L’historien Andreas Zellhuber fait référence à une étude menée par son collègue Andreas Hildebrandt, mettant en lumière quatre grands types de conceptions de la politique étrangère à l’intérieur du NSDAP, :
1. le concept d’une « große Ostlösung » (grande solution concernant l’Est), défendu par les impérialistes wilhelminiens représentés par Franz Ritter von Epp, Hjalmar Schacht et Hermann Göring ;
2. le concept des « socialistes révolutionnaires » de l’aile « gauche » du parti national-socialiste autour de Joseph Goebbels, Gregor Strasser et Otto Strasser ;
3. le concept agrarien radical des Artamans autour de Heinrich Himmler et Walter Darré ;
4. le Programme en 25 points d’Adolf Hitler.

Andreas Hildebrandt décrit le rôle de l’idéologue en chef du parti, Alfred Rosenberg, comme celui d’un « inspirateur » (en allemand Ideengeber, littéralement « donneur d’idées ») de Hitler. Rosenberg a été dès le début l’un des théoriciens nazis les plus influents en matière de politique extérieure. Ses premiers écrits, en particulier ceux qui postulaient une alliance du judaïsme et du bolchevisme firent de lui « très rapidement un expert, si ce n’est l’expert de la question de l’Est dans le « mouvement »,,,. Dans les années 1920 et 1930, les différences dans la perception de l’Est n’avaient encore aucun poids politique. Le but, qui, en relation avec des conceptions d’infini géométrique, consistait à demander l’élaboration d’une Ostpolitik commune, demeura de l’ordre de l’utopie irrationnelle jusqu’à la Première Guerre mondiale,.
Sur le plan idéologique, l’Ostpolitik dans l’Allemagne nazie se fondait sur des conceptions völkisch, antisémites, anticommunistes et racistes. Pendant la Seconde Guerre mondiale, au printemps 1940, le RSHA élabora grâce à la collaboration de Konrad Meyer une première version du Generalplan Ost dans laquelle les conceptions national-socialistes « furent précisées jusqu’à constituer un scénario concret ». Les variantes ultérieures du projet initial envisagèrent une politique de germanisation de l’Europe centrale et orientale, ainsi que des déplacements de population en Europe occidentale et méridionale. À la suite de l’agression militaire contre l’Union soviétique en juin 1941, une administration « civile » parallèle à l’administration militaire a été installée dans les territoires de l’Est occupés, placée sous la responsabilité du Ministère du Reich aux Territoires occupés de l'Est (Reichsministerium für die besetzten Ostgebiete, RMfdbO) dirigé par Alfred Rosenberg. Le RMfdbO fut particulièrement soutenu par le RSHA, le ministère du Reich à la Justice, le ministère du Reich à l'Intérieur et le ministère du Reich aux Affaires étrangères. En avril 1942, le Generalplan Ost jusqu’alors élaboré par le RSHA, fut soumis à une analyse critique de la part de collaborateurs du RMfdbO, en particulier Erhard Wetzel. L’idée d’une colonisation de l’Europe centrale et orientale rencontra l’« approbation inconditionnelle » de Wetzel. Sur la base de la doctrine raciste du régime, le Generalplan Ost prévoyait de réduire considérablement la proportion citadine de la population habitant dans les territoires à coloniser, l’installation de colonies de peuplement agricole devant au contraire être prioritaire.
Après la bataille de Stalingrad, l’intérêt pour une version définitive du Generalplan Ost, particulièrement celui de Himmler, diminua considérablement. Cependant, les travaux de préparation furent activement soutenus. Parallèlement à la politique d’extermination systématique des juifs ainsi que d’autres populations européennes, en particulier les Slaves, des Allemands furent installés à titre expérimental dans quelques régions d’Europe orientale, dans le cadre du plan général de colonisation (Generalsiedlungsplan). Cependant, ce projet échoua à cause des événements militaires et des résistances dans la population autochtone.